# 1666 en santé et médecine
| Années de la santé et de la médecine : 1663 - 1664 - 1665 - 1666 - 1667 - 1668 - 1669    |
| Décennies de la santé et de la médecine : 1630 - 1640 - 1650 - 1660 - 1670 - 1680 - 1690 |

Cet article présente les faits marquants de l'année 1666 en santé et médecine.

## Événements

### Angleterre
- 2-6 septembre : grand incendie de Londres qui détruit la ville à 80 % mais met fin à l'épidémie de peste qui avait commencé l'année précédente[1].

### France
- 1666-1669 : épidémie de peste en Alsace du Nord[2]. De  1663 à 1666, la peste a déjà fait 110 000 morts en France[3].
- 22 décembre : première séance, ans la bibliothèque du roi, à Paris, de l'Académie des sciences créée par Colbert pour se consacrer au développement des sciences et conseiller le pouvoir en ce domaine. Il choisit dans ce but des savants : mathématiciens, astronomes, physiciens, anatomistes, botanistes, zoologistes et chimistes[4].

## Publication
- Thomas Sydenham (1624-1689) publie Methodus curandi febres (« Méthode pour traiter les fièvres »)[5].

## Naissances

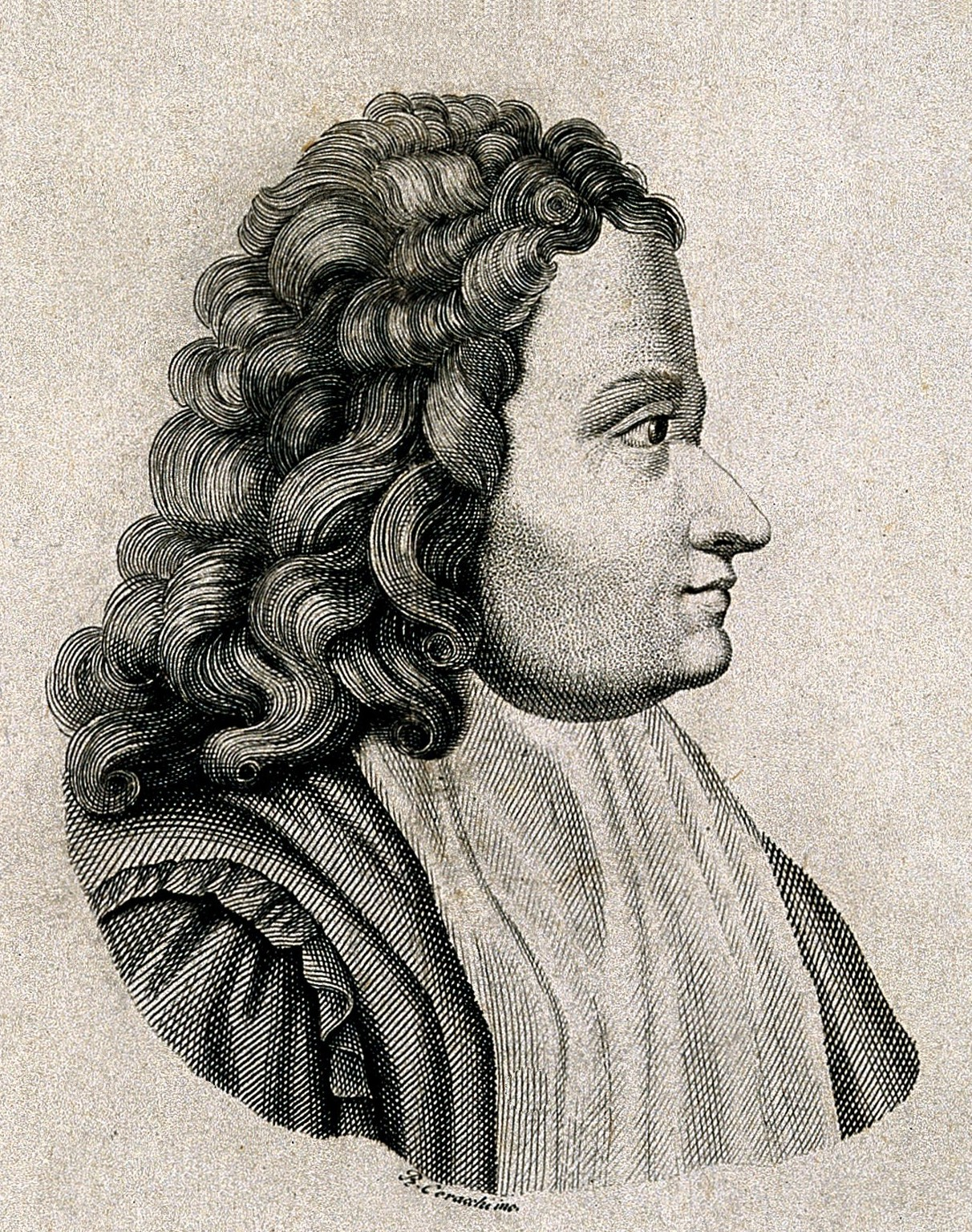
Antonio Maria Valsalva par Ceracchi

- 17 janvier : Antonio Maria Valsalva (mort en 1723), médecin anatomiste italien[6].
- 29 avril : Jacques Molin (mort en 1755), médecin français, médecin de Louis XIV et de Louis XV.